# Шамсутдинов, Абд аль-Гаффар
Абд аль-Гаффа́р Шамсутди́нов (тат. Абд әл-Гаффар Шамсутдинов; каз. Әбдіғаппар Шамсутдинов; 1884, Усть-Каменогорск, Российская империя — 1953, Алма-Ата) — казахстанский мусульманский религиозный деятель, 1-й казий казахстанского Казията при Духовном управлении мусульман Средней Азии и Казахстана (САДУМ).

## Биография
Абд аль-Гаффар Шамсутдинов родился в 1884 году в татарской семье в Усть-Каменогорске.
Обучался в Казанском медресе. В 1943 году возглавил делегацию из Казахской ССР на первом курултае мусульман Средней Азии Казахстана, где было принято решение о создании Духовного управления мусульман Средней Азии и Казахстана. С 1946 по 1952 год Абд аль-Гаффар Шамсутдинов был уполномоченным представителем САДУМ в Казахстане и главным имамом тогдашней столицы республики Алма-Аты. В 1952 году выдвинул на своё место Садуакаса Гылмани.
Умер в 1953 году, похоронен в Алма-Ате.